# Alchemilla cinerascens
Alchemilla cinerascens é uma espécie de rosácea do gênero Alchemilla, pertencente à família Rosaceae.